# Johann Paul von Falkenstein

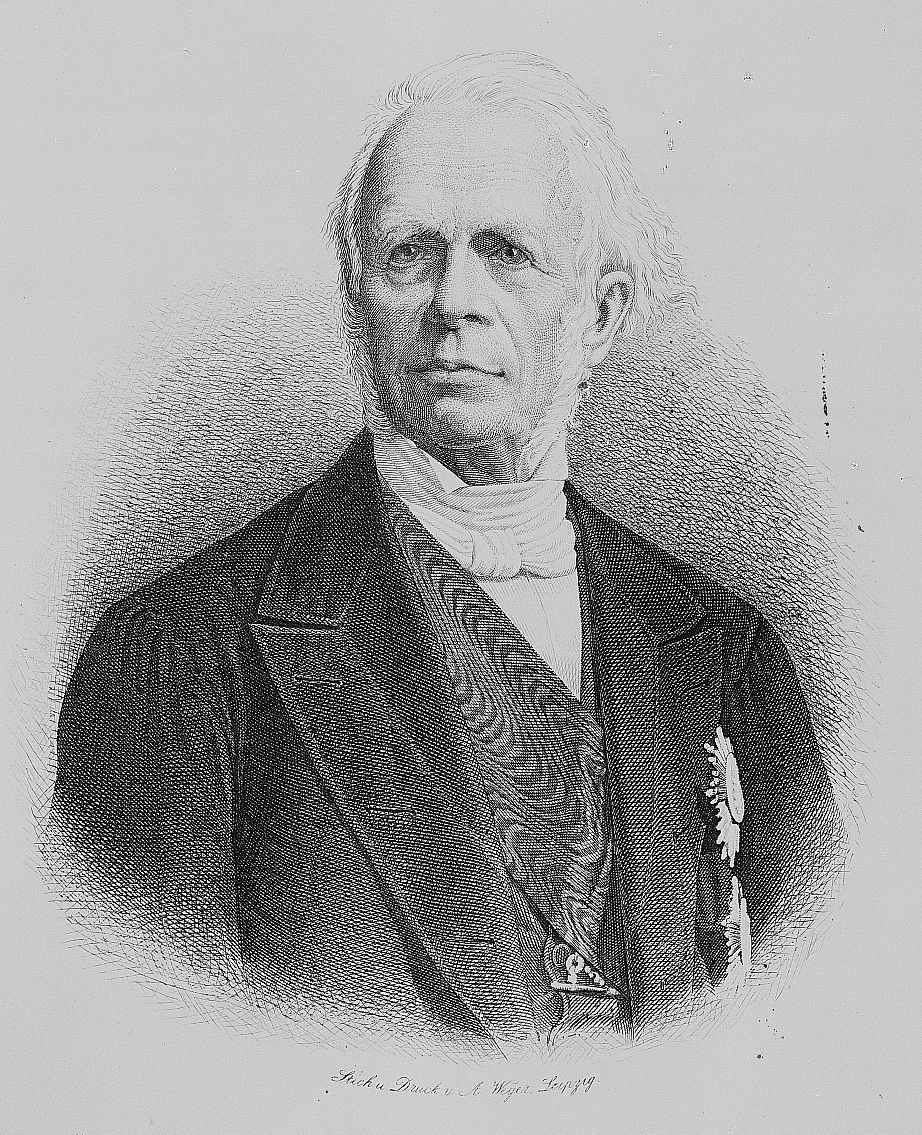
Johann Paul von Falkenstein

Johann Paul Freiherr von Falkenstein, född 15 juni 1801 i Pegau, död 14 januari 1882 i Dresden, var en sachsisk politiker.
Falkenstein var 1844-48 inrikesminister och blev 1853 kultus- och undervisningsminister. När kung Johan under 1866 års politiska förvecklingar tvingades lämna sitt land, ställdes Falkenstein i spetsen för den tillförordnade regeringen och blev vid kungens återkomst (samma år) kultusminister och konseljpresident samt 1871 minister för det kungliga huset. Han författade skriften Johann, König von Sachsen (1878).